# Rank
Rank – gaun wikas samiti w zachodniej części Nepalu w strefie Rapti w dystrykcie Rolpa. Według nepalskiego spisu powszechnego z 2011 roku liczył on 1013 gospodarstw domowych i 6151 mieszkańców (3290 kobiet i 2861 mężczyzn).